# Rincewind
Rincewind es un personaje de ficción de las novelas de Mundodisco (Discworld) creadas por el autor inglés Terry Pratchett. Es un mago fracasado, de nivel 0. Falló en aprobar los cursos de la Universidad Invisible en Ankh-Morpork. Pasa casi todo su tiempo escapando de varios grupos de personas que intentan matarlo por diferentes razones.

## Físico y posesiones
Tiene 33 años (en sus primeras aventuras). Es larguirucho, huesudo, con barba, ojos inteligentes, ropa desgastada con lentejuelas de símbolos cabalísticos oxidados, un sombrero con la palabra echizero (wizzar en el original) bordada, algo que Mustrum Ridcully el Marrón, archicanciller de la Universidad Invisible considera propio de un alma desesperada. Siempre lo acompaña El Equipaje, un baúl homicida con centenares de patitas que lo impulsan. 
Su única habilidad es ser políglota, puede hablar correctamente la mayoría de los idiomas del disco y tiene una facilidad prodigiosa también para aprender en corto tiempo aquellos que aun le son ajenos. En la época de Tiempos interesantes se comenta que "Rincewind podía pedir piedad a gritos en diecinueve idiomas y simplemente gritar en otros cuarenta y cuatro."

## Historia
No es mucho lo que se sabe sobre su vida antes de conocer a Dosflores, En Tiempos Interesantes explica que no conoce a sus padres. 
Su vida como aprendiz inepto y mago fracasado era aburrida y cómoda ya que, a pesar de considerarse un hechicero, lo expulsaron de la Universidad Invisible ya que solo aprendió un hechizo. Esto se debe a que extrajo accidentalmente uno de los Ocho Hechizos principales (olvidados en el disco por el creador del mundo). Aun así, comparte gustos con los magos, especialmente en lo que a beber se refiere. 
Su habilidad para la magia es prácticamente "más o menos las mismas de una cebolla. En sus comentarios sobre sus tiempos de estudiante son normales las referencias al duro y despectivo trato recibido por parte de sus maestros y compañeros.
Jamás ha hablado sobre su pasado, excepto para dejar en claro que es huérfano. (Fue encontrado abandonado de bebé en un depósito de carne, tras ser desechado por sus padres).

## Personalidad y curiosidades
Asustadizo, cínico, con una inteligencia mordaz, cierta tendencia a meterse en líos y mucha mala suerte son palabras que le definen. Quiere ser cobarde, vago, genuino y único, y vivir una vida simple sin sobresaltos, sin embargo los eventos que suceden a su alrededor literalmente lo obligan constantemente a ser contra su voluntad heroico, activo y vivir cosas que pocos mortales tienen la suerte o desgracia de experimentar. Es eterno aprendiz de mago, pero solo sabe un hechizo que aprendió o, mejor dicho, el hechizo le aprendió a él, introduciéndose en su cerebro sin su consentimiento, gracias a una apuesta por abrir un libro de hechizos de la Creación, mientras el bibliotecario estaba distraído. Vive en la Universidad Invisible, y salva el mundo varias veces sin pretenderlo. Ese es él, Rincewind, uno de los principales personajes de Mundodisco. 
Rincewind es un antihéroe, que lo único que pretende en la vida es vivir sin hacer nada interesante y no meterse en líos, que no es algo que le salga demasiado bien, tiene un don para que los problemas le busquen y es consciente de ello; él mismo asegura que lo único que desea en su vida es el aburrimiento y es lo único que no ha conseguido, se sabe constantemente destinado a llevar a cabo grandes proezas y no poder llevar una vida monótona; a lo largo de los años su forma de reaccionar a esto cambia según su experiencia va aumentando. 
En las primeras aventuras su reacción era intentar huir y posteriormente de mala gana participar en las aventuras al ser amenazado de muerte para cooperar, un ejemplo es la llegada de Dosflores, convirtiéndose en su guía bajo amenazas del Patricio; con el paso del tiempo sería cada vez más consciente que si un personaje poderoso o estrafalario aparecía ante él sería para decirle que era el elegido para salvar el mundo, por lo que solo al ver que le dirigían la palabra intentaba huir, como sucedió al conocer a Scrappy en XXXX, finalmente durante el intento de atentado contra el Cori Celesti él mismo se presenta como voluntario para integrar la tripulación de La Cometa explicando que estaba en contra de ir, pero prefería ahorrarse todos los desagradables pasos que implicaban rehusarse, esconderse y aun así acabar yendo a ese tipo de aventuras.
Su filosofía es "Huye, no importa el lugar, lo importante es huir, el lugar ya llegará por sí solo, y nunca mires atrás", también considera irrelevante saber de qué cosa se escapa ya que estar a salvo es más importante, por lo mismo recomienda nunca mirar atrás mientras se escapa ya que es anti-aerodinámico. 
En sus andanzas va conociendo a multitud de personajes, como la Muerte, a la que solo ven los que pueden ver el color octarino, es decir los magos o brujas, los gatos y los que van a morir.

## Supervivencia
La capacidad de supervivencia de Rincewind ha demostrado ser capaz de desafiar incluso el destino y el orden establecido de la Creación. La Muerte revela en el primer libro que Rincewind debía morir en el comienzo de la historia en Pseudópolis, pero nunca llegó a viajar a ese lugar por proteger a Dosflores; a partir de este momento escaparía de la muerte en innumerables ocasiones, convirtiéndose esta en una de sus características más relevantes.
A partir de aquí en sus historias desarrollaría una filosofía de vida al respecto, aprendiendo a reconocer las situaciones peligrosas gracias a su gran experiencia en el tema, aprendiendo a anticiparse gracias a ello a los peligros.
La misma Muerte reconoce que mirar el Biómetro de Rincewind (símbolo de la vida del individuo en el reino de la Muerte bajo la forma de un reloj de arena) lo desconcierta, según se explica al comienzo de la saga este era un reloj de arena ordinario, pero cuando llegó por primera vez su momento de morir y el último grano de arena debía caer la arena retrocedió y llenó nuevamente la parte superior del biómetro; tras esto, a medida que su dueño vivía y sobrevivía a diferentes aventuras, comenzaría a cambiar y a deformarse hasta parecer lo que a Muerte le da impresión de ser la obra de un soplador de vidrio con un ataque de hipo; su forma extraña se supone incluso existe en más de una dimensión, por ello la arena no solo cae, sino que al acabarse retrocede e incluso en ocasiones se mueve hasta de lado; según se dice esto es gracias a la férrea voluntad de vivir que posee su dueño, capaz incluso de contradecir el destino.

## Aventuras
Se presenta en el primer libro de la saga, El color de la magia, cuando ha de cuidar de Dosflores, el primer "turista" de Mundodisco. Al final del segundo volumen, Dosflores le regala el Equipaje a Rincewind, un salvaje baúl ambulante peligrosamente homicida contra los que intentan hacer daño a su dueño. Sus aventuras le llevan hasta el mismísimo Infierno y las Dimensiones Mazmorra, muy a su pesar; a la Creación del mundo, al continente del final del mundo entre otros muchos lugares.  
Después de salvar el mundo en La luz fantástica, se convierte en ayudante y amigo del simio bibliotecario.
Luego de sus aventuras en El país del fin del mundo, obtiene el cargo sin derecho a remuneración de Profesor de Geografía Cruel y Rara, ya que a esas alturas de su vida ha escapado por todo el disco.

## Títulos que posee
Rincewind recibió los siguientes títulos durante su estadía en la Universidad Invisible; muchos de ellos porque nadie más los quería, otros para mantenerlo ocupado haciendo trabajos no relacionados con la magia.
- Profesor Geografía Cruel e Inusual
- Cátedra de Descubrimientos Inesperados
- Lector en Dinámica de Ruedas
- Profesor de Calado
- Cátedra de Desentendido Público de la Magia
- Profesor de Antropología Virtual
- Orador de Puntería Aproximada
- Asistente del Bibliotecario
- Oficial de Salud y Seguridad

## Obras en las que aparece
ADVERTENCIA: Esta sección no posee necesariamente un resumen sobre las obras referidas, solo menciona la participación que el personaje en cuestión tiene en las historias. Para conocer sobres las novelas en mayor profundidad se aconseja visitar los artículos correspondientes.
- El color de la magia (The Colour of Magic): Rincewind vive una vida tranquila y monótona como el mago más inepto del mundo, tal como desea, hasta que conoce a Dosflores, el primer turista, por orden del Patricio de la ciudad, se verá obligado a convertirse en su guía y protector en la ciudad más corrupta y peligrosa del Mundodisco.

- La luz fantástica (The Light Fantastic): Tras caer por el borde del mundo en el libro anterior, Rincewind es salvado por los ocho hechizos antiguos para que lleve a cabo una misión: reunirlos a todos mientras que Gran A'tuin se acerca peligrosamente a una estrella y antes que llegue a ella.

- Rechicero (Sourcery): Tras salvar al disco y separarse de Dosflores, Rincewind ha vuelto a la monótona vida que tanto ama, pero para su desgracia debe iniciar nuevamente sus aventuras ya que el último de los Rechiceros (magos omnipotentes) ha aparecido en el mundo para guiar a los magos a una nueva era de poder y grandeza que amenaza con destruir el Disco.

- Mort: Cuando Albert regresa a la Universidad Invisible para rastrear a Muerte y asume la autoridad de la institución, Rincewind se transforma en una suerte de asistente suyo, esto hasta que Muerte se lo llevara después que Rincewind y el Bibliotecario escondieran su cayado.

- Fausto Eric (Eric): Después de sacrificarse para detener el fin del mundo y evitar que las criaturas primordiales invadieran el mundo encerrándose con ellas en las dimensiones mazmorra, Rincewind logra volver a este mundo al ser invocado por Eric, un muy joven demonólogo quien lo ha confundido con un demonio con quien desea pactar tres deseos.

- Tiempos interesantes (Interesting Times): Tras escapar del Infierno, Rincewind ha vivido solo en una isla hasta que Ridcully y los demás magos lo transportan al Imperio Ágata, donde es requerido para afrontar el castigo por ser la inspiración de un panfleto revolucionario que ha inducido a que las clases pobres se rebelen contra la nobleza y las antiguas tradiciones que los muestran como algo menos que humano.

- El país del fin del mundo (The Last Continent): Tras ayudar, involuntariamente, en la rebelión Agatana Rincewind fue transportado nuevamente, esta vez al continente XXXX, donde ya lleva (sobre)viviendo algunos meses y donde los magos de la universidad deben encontrarlo para curar al bibliotecario de una extraña enfermedad mágica y donde también es buscado por el creador del continente para acabar con la milenaria sequía que azota esas tierras

- El último héroe (The Last Hero): Cuando Lord Vetinari decide enviar una expedición para detener el ataque de la Horda Plateada al Cori Celesti, Rincewind se ofrece contra su voluntad como voluntario para ser junto al Equipaje parte de la tripulación que tiene como misión salvar nuevamente el mundo.

- Datos: Q669992
- Multimedia: Rincewind / Q669992